# Пенчуков, Виктор Макарович
Виктор Макарович Пенчуков (8 сентября 1933, с. Красноярка, Бугурусланский район, Оренбургская область, РСФСР — 8 июня 2015, Ставрополь, Российская Федерация) — советский и российский учёный в области растениеводства и земледелия, академик РАН (2013; академик ВАСХНИЛ с 1988).

## Биография
Родился в семье организатора сельского хозяйства, председателя колхоза, Макара Васильевича Пенчукова.
В 1957 г. окончил Куйбышевский сельскохозяйственный институт. Доктор сельскохозяйственных наук (1974), профессор (1976), академик ВАСХНИЛ (1988).
Работал главным агрономом колхоза, главным агрономом МТС, начальником районной инспекции по сельскому хозяйству Куйбышевской области (1957—1960).
- 1963 г. — старший научный сотрудник отдела агрохимии и почвоведения Кинельской селекционной станции,
- 1963—1964 гг. — старший преподаватель, доцент кафедры растениеводства и селекции,
- 1964—1966 гг. — заместитель директора по науке Амурской сельскохозяйственной опытной станции,
- 1966—1974 гг. — заведующий кафедрой растениеводства, доцент Благовещенского сельскохозяйственного института,
- 1974—1978 гг. — заведующий кафедрой общего земледелия, профессор Ставропольского сельскохозяйственного института,
- 1978—1986 гг. — директор Ставропольского НИИ сельского хозяйства, одновременно профессор Ставропольского СХИ (1978—1986),
- 1986—1990 гг. — генеральный директор Научно-производственного объединения по масличным культурам, директор ВНИИ масличных культур,
- 1990—1997 гг. — директор НИИ сельского хозяйства Центральных районов Нечернозёмной зоны,
- 1997—2000 гг. — исполнительный директор Российской семеноводческой ассоциации, вице-президент компании «Российские семена».

С 2001 г. — профессор кафедры земледелия Ставропольского аграрного университета.
Внес значительный вклад в аграрное развитие Дальнего Востока. Разработал принципы зональной агротехники сои. Впервые в Советском Союзе предложил теоретическое обоснование и внедрил гребневую технологию возделывания сои в условиях переувлажнения, что позволило повысить её урожайность вдвое. Выработал ряд механизмов по уничтожению сорной растительности. Под его руководством была внедрена система сухого земледелия, что позволило увеличить производство зерна в Ставропольском крае на 23 %. Также занимался вопросами повышения эффективности кормовой базы животноводства, в частности, производству белка.
Являлся автором более 200 научных трудов, в том числе 10 книг и брошюр. Среди них:
- «Соя в восточных районах страны». — Благовещенск, 1971. — 157 с.
- «Культура больших возможностей» / Соавт.: Н. В. Медянников, А. У. Каппушев. — Ставрополь: Кн. изд-во, 1984. — 287 с.
- «Соя» / Соавт.: Ю. П. Буряков и др. — М.: Агропромиздат, 1988. — 48 с.
- «Зональные научно-производственные системы по масличным культурам» / Соавт.: Д. С. Васильев, А. И. Лебедовский // Вестн. с.-х. науки. 1989. № 6. С. 46-52.
- «Зерновые бобовые культуры помогут решить проблему белка» / Соавт.: Г. А. Дебелый, А. Д. Задорин // Аграр. наука. 1993. № 4. С. 4-7.

## Награды и звания
Лауреат премии Совета Министров СССР (1984). Отличник народного просвещения.
Награждён орденом Трудового Красного Знамени (1983), 2 медалями.